# 神アプリ
『神アプリ』（かみアプリ）は、栗原正尚による日本の漫画。『ヤングチャンピオン』（秋田書店）にて、2012年No.9から2020年No.22まで連載された。同社の『ヤングチャンピオン烈』にて、2015年No.3に『神アプリTLG (The Love Game)』が読み切り掲載された後、同誌で2016年No.5から2017年No.6まで連載。

## あらすじ
神アプリ
冴えない人生を送る漫画専門学生・御子柴亮。ある日彼の自宅に、謎のスマートフォンが届く。それは、ラブホを覗き見出来たり信号機を操作できる違法なアプリが満載のスマホ・神アプリだった。それを手にした御子柴は、神アプリの莫大な使用料を請求されて多額の借金を抱え 更に警察署であわや連続殺人の濡れ衣まで着せられることになり、そして懸賞金の獲得のため、何より通信料の返済のために真犯人を追う羽目になる。紆余曲折あって、お試しから正会員となったが、それは新たな試練の幕開けに過ぎなかった。
神アプリTLG (The Love Game)
御子柴が神アプリユーザーになる6か月前、頭脳明晰で家柄はいいが、女の子と上手く話せない有明耕助のもとに、父の遺産として1億円がチャージされた神スマホが届く。それを手にした有明が恋愛力を上げるアプリ「ザ・ラブゲーム」の出すミッションをこなしていくことになる。

## 登場人物

### ゴッド・ツールズ

#### チームM
御子柴 亮（みこしば りょう）
本作の主人公。20歳。栗正漫画専門学校2年生。福井県出身。オンラインゲームで全国4位になるほど、ゲームの才能がある。数多くの分野において豊富な知識を持ち、状況を考えずによくその薀蓄を語る癖がある。学校にはあまり通っておらず、自宅でオンラインゲームをずっとしてきたため、年下の高校生にカツアゲされるほど喧嘩に弱い。しかし、豊富な知識を生かして多くの戦いを切り抜けてきており、巻上からは「自分自身が弱いことを理解しているからこそ、そこから逆転の発想を見いだせる」と評されている。GTFはアポロン。
ゴッド・ツールズから「特例」で採用されてハンターとなり、「η計画」の候補者となる。
東雲 勇輝（しののめ ゆうき）
20歳。栗正大学2年生。静岡県出身。登場当初はEランク会員。抜群の運動神経を有しており、高校時代に空手の全国大会4位の経験がある。気のいい性格の青年だが、短気で頭に血が上りやすい一面を持つ。彼女が拘束マスクに襲われたことを早瀬から知り、のちにハンターになる。大きな正義のために小さな不正を行う性格で、御子柴の観察力を利用して犯罪者確保をしつつ、Dランク会員に上がるためのポイント稼ぎをしていた。また、アプリに行動を読まれないようにするために自分の服に火をつけて戦ったり、幻覚から逃れるために自分に割り箸を突き刺すなど、常人には理解できない行動で勝機を掴むことが多い。GTFはヘラクレス。
巻上 理世（まきがみ りよ）
23歳。スポーツクラブ「SHOW SHOW」のインストラクター。青森県出身。登場当初はDランク会員。打算的な性格で相手になかなか心を開かないでいる。立花とはチームを組んでおり、ハンターが仕留めた犯罪者を横取りして確保していた。チームM結成時までは御子柴のことを低く評価していたが、肥室・野間口戦で勝つために囮になったり、罰ゲームを覚悟の上で、ランク上げやアイテムの購入を行う姿を見て、評価を改めるようになる。酒に酔うと津軽弁となる。カエルやツバメの偵察型のアイテムを利用。GTFはヘルメス。
同作者の作品『怨み屋本舗』にも登場し、怨み屋のスタイルの良さを褒めていた。
立花 静香（たちばな しずか）
21歳。巻上の元同居人。埼玉県出身。登場当初はDランク会員。幼少期に母親が給食費が払えないことが原因で、いじめにあったため愛情に飢えていた。福文字仮面との戦いの際、御子柴に救われたことで彼に想いを寄せているが、愛情表現が下手で想いが伝わらないでいる。カッパーマン戦後に付き合うことになる。スタンガンや電気系統のアプリの利用を得意とする。GTFはグラキエス。
『TLG』にも登場し、巻上とともに木戸岡を確保に向かう。木戸岡の拳銃をきっかけに遠距離攻撃可能なアイテムを利用するようになる。

#### チームA
有明 耕助（ありあけ こうすけ）
『TLG』の主人公。20歳。優秀大学2年生。明治時代から代々官僚を務めていた家系で、ボクシングの都大会4位の実力を持つ。同年代の女性との会話が苦手で、それを克服するために「ザ・ラブゲーム」アプリに登録した。ラブ・エージェントに任命され、「ラブタブ」の黒幕を追う。後に犯罪者アプリにも登録してハンターとなり、父親の死の原因を突き止めるためにハンターとして生きていく。
後に本編でチームAのリーダーとして登場。

#### その他のハンター
芝浦 陽介（しばうら ようすけ）
巻上の元恋人。25歳。群馬県出身。御子柴らが住む地域のエリートハンターであり、高額なアイテムを使い、高額賞金首の犯罪者達を狩っている。東雲や拘束マスクとも互角に渡り合うなど、本人の格闘能力自体も非常に高い。
ミイラマスクと交戦し追い詰めるも、逆に木工仮面と拘束マスクの待ち伏せの罠に嵌まり、さらに「仮面組合」のアジトを見つける目的で歴谷に所有する神スマホを強制的に使用不能にされ、圧倒的に不利な状況下で彼ら人と戦うこととなる。木工仮面に右手を爆破され、ミイラマスクに左目を潰されながらも決死の攻撃を仕掛け、拘束マスクの正体を「仮面組合」に露見させるも、最終的に拘束マスクに首の骨を折られて死亡。彼らとの戦闘中、殺されることを予期してプライベートスマホの録音機能を使って御子柴らに木工仮面の謎の能力や拘束マスクらの正体に繋がる手掛かりを残しており、殺される直前であっても御子柴や巻上らが神スマホ所有者であることに関しては一切口を割らなかった。
彼の死により、御子柴らはチームMとして結束し、「仮面組合」との戦いを本格化させることとなった。
『TLG』にも登場しており、偽の賞金首の情報を見て有明と互角の勝負を見せた。木戸岡を欺くため、同士討ちを演じ、告発した。
品川 達也（しながわ たつや）
スポーツクラブ「SHOW SHOW」の会員。D会員。一年中同じタンクトップを着ており、女性を性的対象としか見ていない。かつての芝浦のパートナーで芝浦の彼女だった巻上を付け狙っていたが、それがバレてコンビを解消する。その後はアイドルのスマホをハッキングし、彼女らの個人情報を利用して、肉体関係を強要していた。TLGのミッションに利用され、有明に撃退される。その数日後に神スマホを狙う木工仮面によって殺された。
伊豆見 圭太（いずみ けいた）
22歳。スポーツクラブ「SHOW SHOW」のトレーナー（アルバイト）。爽やかな見た目とは裏腹にジムに通う女性会員を口説き落とし、飽きてきたら破滅させる趣味を持つ。ターゲットに巻上に狙いを定め自宅を見張るが、逆に見つかることになり交戦。女性会員を口説き落とすときに使った幻覚剤を利用して巻上を操り、その場に居合わせた東雲を攻撃させる。東雲にも幻覚剤を打つが効かず、撃退される。その後、心を入れ替えてハンターになるが、ミイラマスクに顔面を切り付けられ、意識不明の重体に陥る。

#### ゴッド・ツールズの関係者
早瀬 亜理沙（はやせ ありさ）
25歳。警視庁松島警察署に所属する刑事。階級は警視。帝国大学卒のキャリア組の才色兼備な美女。ゴッド・ツールズの監視者（ウォッチメン）。神アプリについて警察に相談した御子柴に3か月以内に木工仮面の確保をノルマとする罰を与えた。神奈川県出身。男社会の警察官の中で生活している為、上司からセクハラを受けていた。
歴谷 昇仁（れきや しょうじん）
『犯罪者狩りアプリ』の捕獲チーム責任者で階級は主任。ハンター達を自身の駒と見なしており、彼らを使い捨てることに躊躇しない冷酷な性格。その一方で詰めが甘く、相手を軽視した結果煮え湯を飲まされることもしばしばある。
御子柴亮の父・アキラとは大学時代の同期で、ゴッド・ツールズ内でも同僚であった。
美杉 沙笑（みすぎ さえ）
ジムの地下にあるゴッド・ツールズのサービスセンターオペレーター。歴谷の部下。ジムでは「杉野」という偽名を使っている。オペレーターとしては事務的に対応を行う一方で、「仮面組合」の残虐性や歴谷の冷酷な性格などに怒りや反感を抱くなど、感性自体は一般的。
高輪 昴（たかなわ すばる）
『犯罪者狩りアプリ』の統括責任者で階級は局長。歴谷の上司。
御子柴 アキラ（みこしば アキラ）
御子柴亮の父親。かつてゴッド・ツールズの社員だった人物。左手の甲に火傷の痕がある。
葛西 さくら（かさい さくら）
有明耕助の監視者。25歳のメガネをかけたショートカットの美女。早瀬亜理沙の同僚。短剣術五段の腕前を持つ。有明に1億円のチャージされた神スマホを渡した。「ザ・ラブゲーム」の出すミッションに疑問を持つ有明を言いくるめてミッションに集中させようとする。有明が殺人事件の容疑者として挙げられたことで、2000万円の罰金を科せられ、1億円で反逆同盟に加盟。短剣術で有明を倒そうとするが、犯罪者アプリに告発され返り討ちに遭い、確保された。
木戸岡 藍（きどおか らん）
『TLG』に登場。ラブタブのディーラー。25歳。現代医学で完治不可能な性病を持っており、それを童貞に感染させることを趣味としている猟奇的な性格。品川達也の監視者だったが、彼が行方不明になったことで、管理不届きの罰で1億円の罰金を科せられ、解任された。その原因が有明にあると判断し、有明への復讐を目的としている。ハンターに偽の犯罪者情報を流した裏切者として犯罪者アプリに告発され、有明、芝浦、巻上、立花によって確保される。ラブタブの黒幕を有明に告げようとしたところ、ボムタブで頭を爆破され、死亡した。
鰤田 権三（ぶりた ごんぞう）
ラブタブ事件の黒幕。ラブタブを開発した元研究者でゴッド・ツールズ設立当初からいたメンバー。過去に神スマホとラブタブおよびその原料を持ち出して失踪。有明の母をラブタブを用いて性行為を行いつつボムタブを仕掛けて人質に取ることで、自ら殺した木戸岡の後釜として有明を反逆同盟の加盟を勧めた。有明の父も設立当初のメンバーだったことや秘密を握ったことで殺されたことを有明に話して説得しようとするも、応じないと判断し、有明の母を爆殺した。これまでの行為を犯罪者アプリに告発され、確保された。
梅崎 憲吾（うめざき けんご）
第8班（通称：梅崎班）のリーダーでエージェント。仮面連合の持つステルススマホの対抗策として、歴谷によりチームMを守るために召集を受ける。
警棒術を得意としており、ロサンゼルスの警棒世界選手権で3位入賞の腕前。御子柴を護衛していたが、木工仮面と交戦した際に家族のことを盾に取られ御子柴を裏切ってしまう。最終的に御子柴に敗北したが、木工仮面のボールボムで頭を爆破され、死亡した。

### 敵組織

#### 仮面組合（マスクギルド）
謎の多い犯罪組織。犯罪行為以外にも神スマホや神アイテムの収集を行っている。
イプシロン
仮面組合のボス。左手の甲に火傷の痕がある。神スマホをハッキングしてステルススマホに変えるプログラムを所持しており、拘束マスクとミイラマスクに提供する。
木工仮面 / 美也間 瑛光（みやま あきみつ）
仮面組合の幹部。懸賞金1000万。若い女性を窒息死させ、殺害することで性欲を満たす不気味な木工仮面を被った連続殺人犯。26歳。素顔は性格とは裏腹に爽やかな美少年。
裕福な家庭で生まれるが、すぐ暴力を振るう母親と、女装や化粧をさせてくる姉二人のもとで女性に嫌悪感を持ちながら育つ。故に女らしい性格になり学校ではいじめの対象となる。高校1年生のころに告白してきた女子生徒・及泉叶愛のいじめにより、高校を中退。一浪して大学にも通っていたが、そのころには女性に触ることにも嫌悪感を覚えるようになり、二次元キャラに愛情を寄せるようになった。後に叶愛と出会い、彼女が一児の母として幸せな生活を送っていることに怒りを覚え、首を絞めて殺害。その様子を見たイプシロンに仮面組合に誘われ、死体処理の代償として加盟する。以降、自分の母親と姉二人を含めた女性を殺害し、その過程で南郷や福井田を仲間にしていった。
触れたものを爆発させるボールボムを所持。御子柴のノルマ・ターゲット。最期は御子柴に追いつめられたところを拘束マスクに殺害された。
拘束マスク / 南郷 時日虎（なんごう ときひこ）
仮面組合の幹部。懸賞金850万。連続暴行犯。31歳。スポーツクラブ「SHOW SHOW」の会員。人の名前をよく間違え、他の人とは一切会話せず、いつも鏡で自分の筋肉を見とれるナルシスト。それゆえ「ジムの三大変人」の1人とされており、ジム内では「ナルシス南郷」と呼ばれている。東雲の彼女を暴行し、死に追いやった。
東雲のノルマ・ターゲット。チームMと対峙した際はワイヤーボール、ソービームボールで一行を苦しめた。
ミイラマスク / 武佐奈 育子（ぶさな いくこ）
仮面組合の女幹部。懸賞金200万。22歳。男性を自身の体で窒息させて、金を奪い取る連続暴行犯。女を武器として利用。インクアレルギーを持つ。
学生時代は新体操部に所属しており優秀な成績を修めていたが、顔立ちの悪さが災いし、記者に「不細工な子」と陰口を叩かれたトラウマを持ち、彼氏だと思われていた男性に弄ばれていた過去からイケメンを毛嫌いしている。芝浦が拘束マスクに殺された後の侮辱行為のため、巻上から恨みを買うことになる。拘束マスクから奴隷のような扱いを受けており、解放されたいと思っている。拘束マスクが何かを隠していることに感づき、それを探るためにスポーツクラブ「SHOW SHOW」に入会する。巻上の存在を知るが、前述の彼氏と性格が似ていた伊豆見を先に襲う。その際に神スマホとアイテムを奪う。その後、巻上の前に現れ占いアプリで自分と巻上の運勢を操作して優勢に立つが、インクアレルギーであることを狙われて運勢を落とされ、敗北する。確保される前に逃走し、拘束マスクに助けを求めるが、彼を裏切ったことに気づかれ、殺害される。
福文字仮面 / 福井田 薫（ふくいだ かおる）
つり目の男子中学生ばかり狙う、額に福文字の仮面を被った連続暴行犯。懸賞金120万。28歳。表向きは都立舎人川西高校で物理や化学の教師をしており、女子生徒からの人気がある。ある日、中学生を暴行した際、そこに現れた木工仮面に仮面組合への参加を誘われた。一度は断ったが、木工仮面の恐ろしさに負けて渋々加入した。中学生からの戦利品として左足の靴の匂いを嗅ぐ性癖を持つ。
犯行現場を立花に発見されるが、逃走する。その後、自宅を張られていることを知り空きビルで御子柴と東雲に戦いを仕掛ける。初めは高校から調達したと思われる化学物質を利用して優勢に立つが、前述の性癖を御子柴に利用され敗北する。
確保後はゴッド・ツールズの情報操作により、薬物使用による交通事故で芝浦を殺害した犯人に仕立て上げられている。
カッパーマン / 河辺 神童（かわべ しんどう）
一人暮らしの女性を狙う連続暴行犯。懸賞金500万→1000万。22歳。栗正漫画専門学校2年生。山梨県出身。実家は地主で、アパートや果樹園を経営しており、祖父と父は県議会議員。学校の課題で盗作漫画を提出し、馬鹿にされた生徒たちにステルススマホを利用して復讐する。御子柴もそのターゲットで、家に踏み込んで襲い掛かるが返り討ちに遭い、ゴッド・ツールズに確保される。
戦いの際、通りすがりの老婆を殺しており、ゴッド・ツールズの情報操作で斧で殺害したことになっている。
ファントム / 要生 幸吉（かなめぶ ゆきよし）
拘束マスクが雇った殺し屋。33歳。元傭兵でそのころに利用していたガスマスクを被っている。フルーレのような剣を持っている。拘束マスクの指示のもと、梅崎班のエージェント2人を殺し、立花と交戦するが敗れる。

#### くじ泥
神スマホを悪用し、ハンターの命を奪い、宝くじを横取りする犯罪集団。3人とも私立小学校からの幼馴染みで、官僚の息子。死亡した芝浦の宝くじを次のターゲットとしたが、芝浦の実家を見張っていたチームMと対峙する。
野間口 拓也（のまぐち たくや）
立花静香の元彼。父親は防衛省の官僚。病的な潔癖症でフライエアーや音圧砲と言った相手に触れずに倒すアイテムを所持している。音圧砲でチームMの3人を倒すが、御子柴による牛糞堆肥による攻撃に翻弄され敗北した。
肥室 暁（ひむろ あきら）
肥満体で常に棒つきキャンディーを舐めている。帝都大学卒。アプリを利用して芝浦の実家にある宝くじを捜し出す。
合鍵メーカーや防犯粘土を応用して、巻上の偵察機を奪い銃火器を装備させて攻撃を仕掛ける。最終的には御子柴との銃火器の打ち合いで倒される。
龍泉 煌斗（りゅうせん こうと）
東雲より大柄で、額にプリントタトゥーをしている男。芝浦の実家に向かおうとするハンターを見張っていたところを東雲と対峙する。体格差と行動予測アプリを利用して東雲を圧倒するが、物の行動を予測できないというアプリの盲点を突かれ、最終的には自動車に轢かれて敗北した。

## 用語

### ゴッド・ツールズ関連
ゴッド・ツールズ
神スマホや神アプリを運営している謎の組織。何らかの情報操作をされており、検索エンジンでも関連する用語が出てこない。
神アイテム
神アプリによって操作することのできるアイテム。小型の戦闘用ロボットから偵察用、スタンガンのようなものまであり、他人の神アイテムを奪うことも可能。
監視者（ウォッチメン）
監視対象者が怪しい行動しないかどうかを24時間体制で見張っている。月収約300万弱。監視対象者に何らかの事故があると、罰金が科せられる。
ハンタースーツ
一般的な衣類とは異なる特殊な素材で出来ている服。ハンターへの致命的なダメージを和らげる。インナーもある。
ステルススマホ
人工衛星で持ち主の姿を捕えることが出来なくなる神スマホ。仮面組合のメンバーが利用している。
GTF
神スマホで遠隔操作できる戦闘型ロボット。Cランク会員から購入可能。
反逆同盟
ゴッド・ツールズに不満を持つ者の集まりを意味しており、ゴッド・ツールズに反旗を翻す目的で活動を行っている。仮面連合もこれに加盟している模様。

## 書誌情報
- 栗原正尚 『神アプリ』 秋田書店〈ヤングチャンピオンコミックス〉、全27巻
  1. 2012年9月20日発売、ISBN 978-4-253-14502-2
  2. 2012年12月19日発売、ISBN 978-4-253-14503-9
  3. 2013年4月19日発売、ISBN 978-4-253-14515-2
  4. 2013年8月20日発売、ISBN 978-4-253-14525-1
  5. 2013年10月18日発売、ISBN 978-4-253-14531-2
  6. 2014年3月20日発売、ISBN 978-4-253-15181-8
  7. 2014年7月18日発売、ISBN 978-4-253-15182-5
  8. 2014年10月20日発売、ISBN 978-4-253-15183-2
  9. 2015年1月20日発売、ISBN 978-4-253-15184-9
  10. 2015年6月19日発売、ISBN 978-4-253-15185-6
  11. 2015年11月20日発売、ISBN 978-4-253-15186-3
  12. 2016年2月19日発売、ISBN 978-4-253-15187-0
  13. 2016年6月20日発売、ISBN 978-4-253-15188-7
  14. 2016年7月20日発売、ISBN 978-4-253-15189-4
  15. 2016年12月20日発売、ISBN 978-4-253-15190-0
  16. 2017年6月20日発売、ISBN 978-4-253-14251-9
  17. 2017年8月18日発売、ISBN 978-4-253-14252-6
  18. 2018年1月19日発売、ISBN 978-4-253-14253-3
  19. 2018年5月18日発売、ISBN 978-4-253-14254-0
  20. 2018年9月20日発売、ISBN 978-4-253-14255-7
  21. 2018年12月20日発売、ISBN 978-4-253-14256-4
  22. 2019年4月19日発売、ISBN 978-4-253-14257-1
  23. 2019年8月20日発売、ISBN 978-4-253-14258-8
  24. 2019年12月20日発売、ISBN 978-4-253-14259-5
  25. 2020年4月20日発売、ISBN 978-4-253-14260-1
  26. 2020年8月20日発売、ISBN 978-4-253-14261-8
  27. 2020年12月18日発売、ISBN 978-4-253-14262-5
- 栗原正尚 『神アプリ The Love Game』 秋田書店〈ヤングチャンピオンコミックス〉、全3巻
  1. 2016年6月20日発売、ISBN 978-4-253-14109-3
  2. 2016年12月20日発売、ISBN 978-4-253-14110-9
  3. 2017年7月20日発売、ISBN 978-4-253-14111-6